# Les Clées

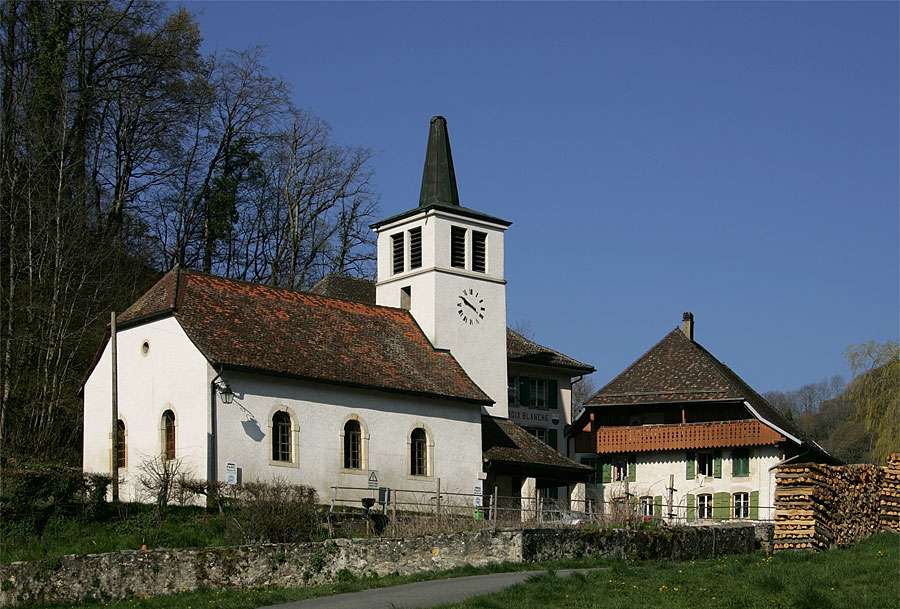
Giáo đường Les Clées

Les Clées là một đô thị thuộc huyện hành chính Orbe, bang Vaude, Thụy Sĩ. Đô thị này có diện tích 7,02 km2, dân số thời điểm tháng 12 năm 2009 là 161 người.